# ナトベナトル
ナトベナトルあるいはナトヴェナトル（学名：Natovenator、「泳ぐハンター」の意）は、後期白亜紀に現在のモンゴル南部に生息した、ドロマエオサウルス科に属する獣脚類の恐竜の属。化石はモンゴルのバルンゴヨト層から産出した。ナトベナトル・ポリドントゥス（学名：Natovenator polydontus）の1種のみが知られており、肋骨が後側に傾斜していて体幅の削減に寄与し流線形の体形を生み出したことが示唆されている。このことは、ナトベナトルおよび近縁と推測されるハルシュカラプトルの水棲適応に関して新たな証拠をもたらしている。

## 発見と命名

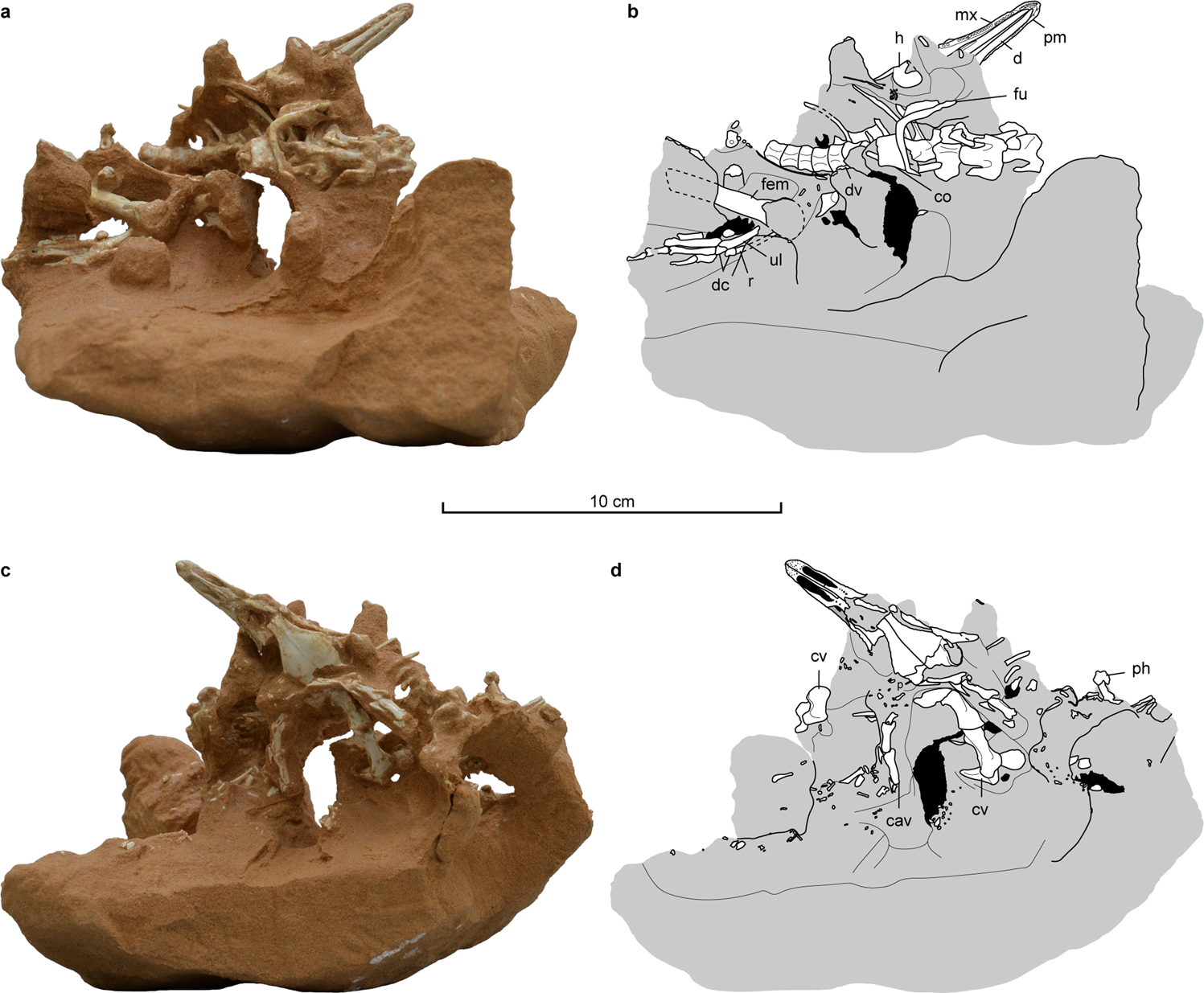
ホロタイプのブロック

ナトベナトルのホロタイプ標本 MPC-D 102/114 は、モンゴルのウムヌゴビ県のバルンゴヨト層の堆積層で発見された。2008年当時は大韓民国とモンゴルの研究者27人が発掘調査を行っており、本標本は回収された約200点の化石のうちの1つであった。調査に参加したロビン・シソンズは同年8月26日にヘルミンツァフの絶壁から骨が突出している様を発見し、石膏によるジャケットを作成して回収した。発見された標本は、ほぼ完全な頭蓋骨を伴う、大部分が関節した骨格からなる。
2022年にNatovenator polydontusはハルシュカラプトル亜科の新属新種として記載された。属名"Natovenator"はラテン語で「泳ぐ」を意味する"nato"と「ハンター」を意味する"venator"に由来し、その魚食性と遊泳能力があった可能性のあることを反映している。種小名"polydontus"はギリシア語で「数多くの」を意味する"polys"と「歯」を意味する"odous"に由来する。

## 記載

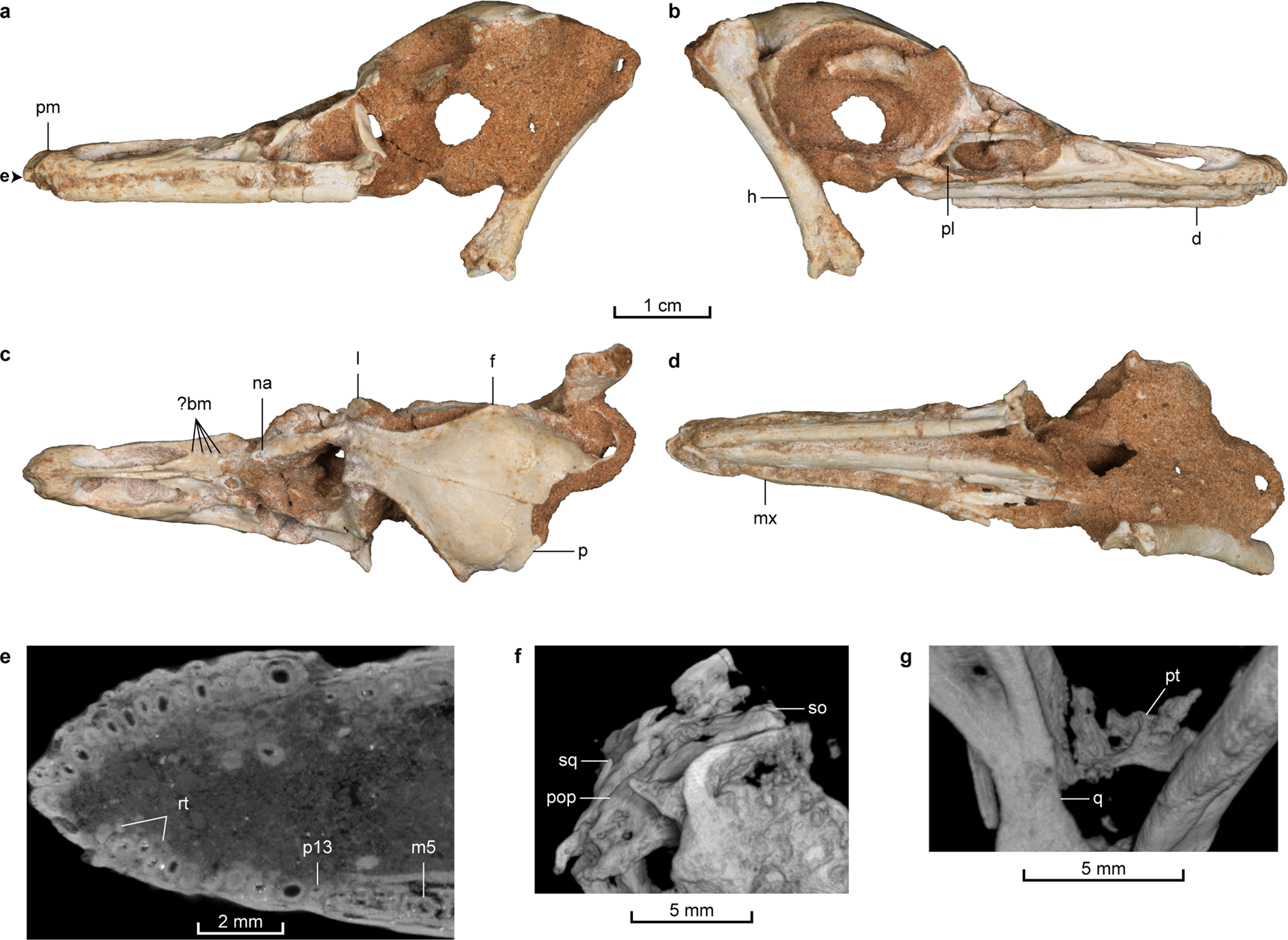
ホロタイプの頭蓋骨

ナトベナトルは非常に小型の獣脚類であり、ハルシュカラプトル亜科の他のメンバーと同様にカモ目と同程度であった。前上顎骨の前背側面には1対の稜により区切られる幅広の溝が1本存在するほか、前上顎骨のinternarial processは鼻骨に重複して外鼻孔の後側に伸びており、大型で切歯状の13本の前上顎骨歯が存在し、頸椎にはpleurocoelsが存在せず、砂時計型の第II中手骨を持つ点などで、同亜科の他のメンバーから区別することが可能である。椎骨の側突起(parapophyses)は絶滅した歯を持つ鳥であるヘスペロルニス形類のものと類似する。

## 分類

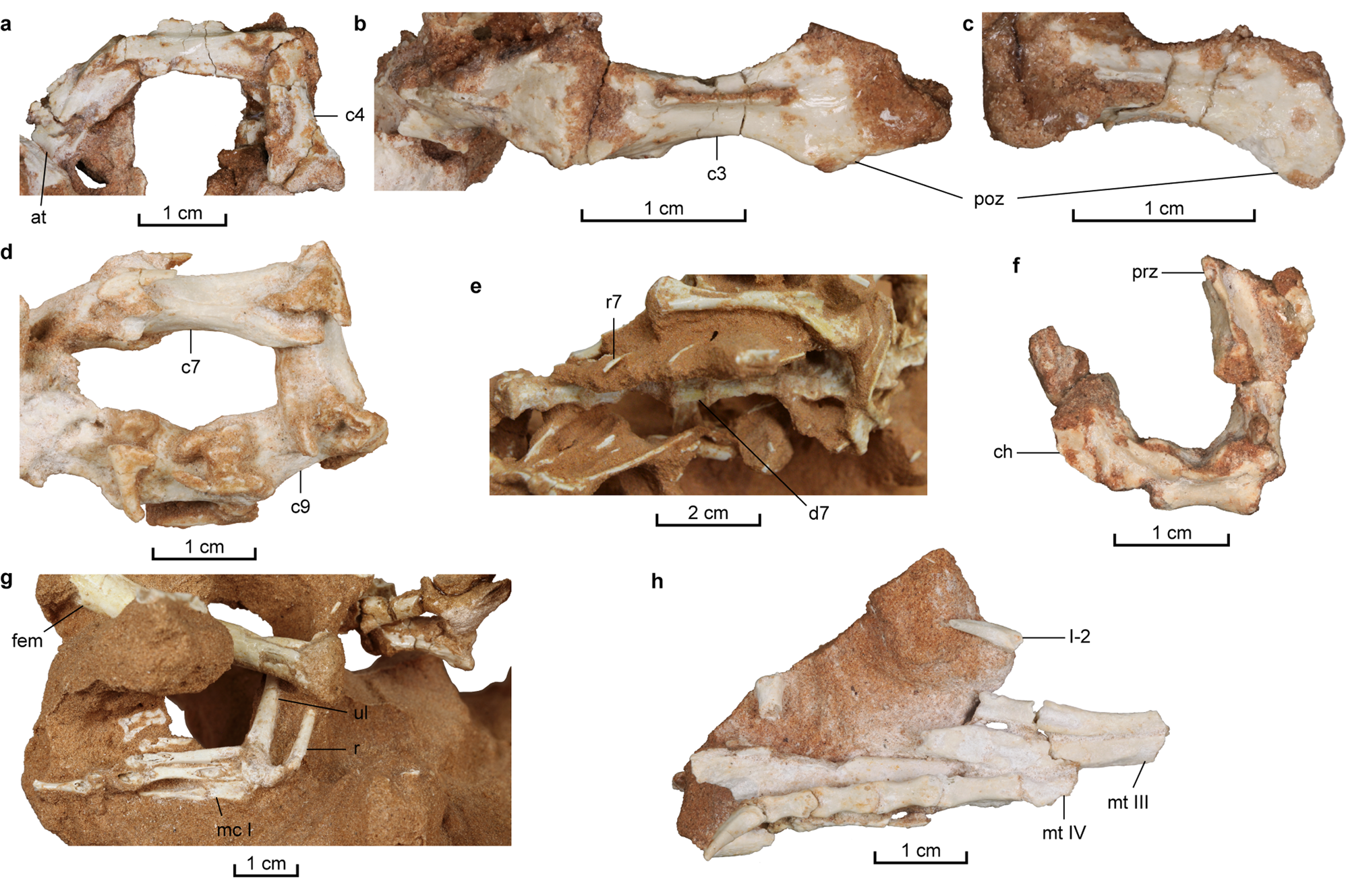
ホロタイプの体骨格要素

Lee et al. (2022) の系統解析では、ナトベナトルはハルシュカラプトル亜科の派生的メンバーとされ、ハルシュカラプトルは当該グループの最基盤に置かれた。以下にクラドグラムを示す。

|  | ハルシュカラプトル                                                                       |
|  |                                                                                          |
|  | \| \| ナトベナトル \| \| \| \| \| \| フルサンペス \| \| \| \| \| \| マハカラ \| \| \| \| |
|  |                                                                                          |
|  | ナトベナトル                                                                             |
|  |                                                                                          |
|  | フルサンペス                                                                             |
|  |                                                                                          |
|  | マハカラ                                                                                 |
|  |                                                                                          |

|  | ナトベナトル |
|  |              |
|  | フルサンペス |
|  |              |
|  | マハカラ     |
|  |              |

|  | ジェンユアンロン                                                                    |
|  |                                                                                     |
|  | ミクロラプトル類                                                                    |
|  |                                                                                     |
|  | \| \| バンビラプトル \| \| \| \| \| \| 真ドロマエオサウルス類（英語版） \| \| \| \| |
|  |                                                                                     |
|  | バンビラプトル                                                                      |
|  |                                                                                     |
|  | 真ドロマエオサウルス類                                                              |
|  |                                                                                     |

|  | バンビラプトル         |
|  |                        |
|  | 真ドロマエオサウルス類 |
|  |                        |

|  | ジェンユアンロン                                                                    |
|  |                                                                                     |
|  | ミクロラプトル類                                                                    |
|  |                                                                                     |
|  | \| \| バンビラプトル \| \| \| \| \| \| 真ドロマエオサウルス類（英語版） \| \| \| \| |
|  |                                                                                     |
|  | バンビラプトル                                                                      |
|  |                                                                                     |
|  | 真ドロマエオサウルス類                                                              |
|  |                                                                                     |

|  | バンビラプトル         |
|  |                        |
|  | 真ドロマエオサウルス類 |
|  |                        |

|  | ジェンユアンロン                                                                    |
|  |                                                                                     |
|  | ミクロラプトル類                                                                    |
|  |                                                                                     |
|  | \| \| バンビラプトル \| \| \| \| \| \| 真ドロマエオサウルス類（英語版） \| \| \| \| |
|  |                                                                                     |
|  | バンビラプトル                                                                      |
|  |                                                                                     |
|  | 真ドロマエオサウルス類                                                              |
|  |                                                                                     |

|  | バンビラプトル         |
|  |                        |
|  | 真ドロマエオサウルス類 |
|  |                        |

|  | ジェンユアンロン                                                                    |
|  |                                                                                     |
|  | ミクロラプトル類                                                                    |
|  |                                                                                     |
|  | \| \| バンビラプトル \| \| \| \| \| \| 真ドロマエオサウルス類（英語版） \| \| \| \| |
|  |                                                                                     |
|  | バンビラプトル                                                                      |
|  |                                                                                     |
|  | 真ドロマエオサウルス類                                                              |
|  |                                                                                     |

|  | バンビラプトル         |
|  |                        |
|  | 真ドロマエオサウルス類 |
|  |                        |

|  | ハルシュカラプトル                                                                       |
|  |                                                                                          |
|  | \| \| ナトベナトル \| \| \| \| \| \| フルサンペス \| \| \| \| \| \| マハカラ \| \| \| \| |
|  |                                                                                          |
|  | ナトベナトル                                                                             |
|  |                                                                                          |
|  | フルサンペス                                                                             |
|  |                                                                                          |
|  | マハカラ                                                                                 |
|  |                                                                                          |

|  | ナトベナトル |
|  |              |
|  | フルサンペス |
|  |              |
|  | マハカラ     |
|  |              |

|  | ジェンユアンロン                                                                    |
|  |                                                                                     |
|  | ミクロラプトル類                                                                    |
|  |                                                                                     |
|  | \| \| バンビラプトル \| \| \| \| \| \| 真ドロマエオサウルス類（英語版） \| \| \| \| |
|  |                                                                                     |
|  | バンビラプトル                                                                      |
|  |                                                                                     |
|  | 真ドロマエオサウルス類                                                              |
|  |                                                                                     |

|  | バンビラプトル         |
|  |                        |
|  | 真ドロマエオサウルス類 |
|  |                        |

|  | ジェンユアンロン                                                                    |
|  |                                                                                     |
|  | ミクロラプトル類                                                                    |
|  |                                                                                     |
|  | \| \| バンビラプトル \| \| \| \| \| \| 真ドロマエオサウルス類（英語版） \| \| \| \| |
|  |                                                                                     |
|  | バンビラプトル                                                                      |
|  |                                                                                     |
|  | 真ドロマエオサウルス類                                                              |
|  |                                                                                     |

|  | バンビラプトル         |
|  |                        |
|  | 真ドロマエオサウルス類 |
|  |                        |

|  | ジェンユアンロン                                                                    |
|  |                                                                                     |
|  | ミクロラプトル類                                                                    |
|  |                                                                                     |
|  | \| \| バンビラプトル \| \| \| \| \| \| 真ドロマエオサウルス類（英語版） \| \| \| \| |
|  |                                                                                     |
|  | バンビラプトル                                                                      |
|  |                                                                                     |
|  | 真ドロマエオサウルス類                                                              |
|  |                                                                                     |

|  | バンビラプトル         |
|  |                        |
|  | 真ドロマエオサウルス類 |
|  |                        |

|  | ジェンユアンロン                                                                    |
|  |                                                                                     |
|  | ミクロラプトル類                                                                    |
|  |                                                                                     |
|  | \| \| バンビラプトル \| \| \| \| \| \| 真ドロマエオサウルス類（英語版） \| \| \| \| |
|  |                                                                                     |
|  | バンビラプトル                                                                      |
|  |                                                                                     |
|  | 真ドロマエオサウルス類                                                              |
|  |                                                                                     |

|  | バンビラプトル         |
|  |                        |
|  | 真ドロマエオサウルス類 |
|  |                        |

## 古生物学

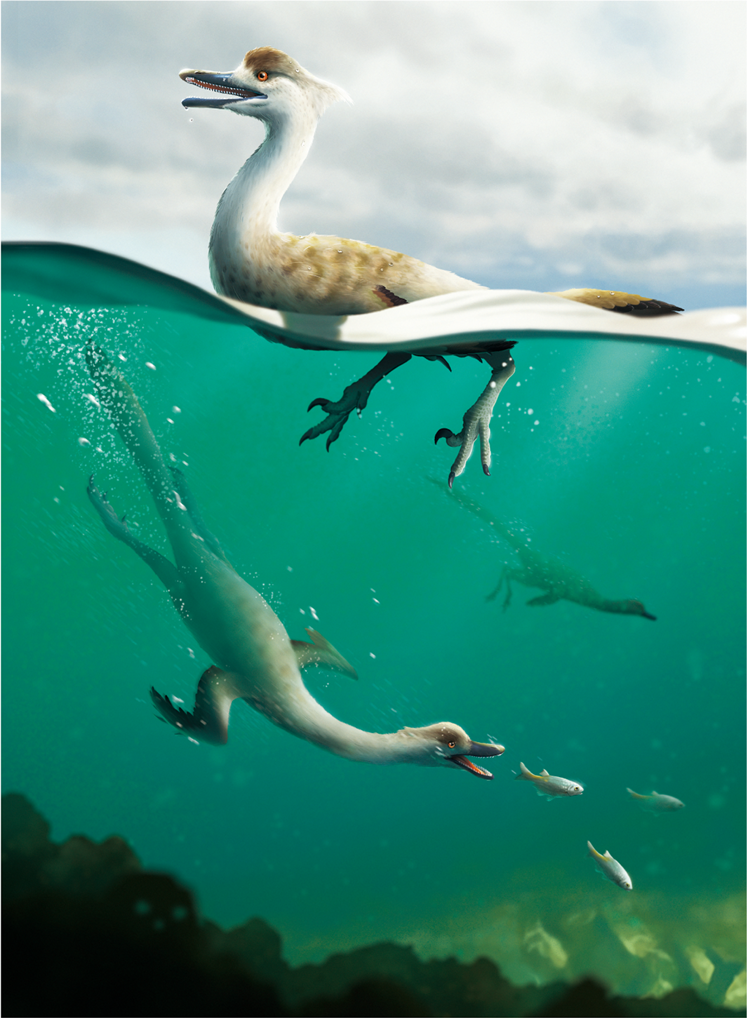
ナトベナトルのパレオアート

2022年、Leeらはナトベナトルが半水棲の生態を持つ、効率的な遊泳を行うドロマエオサウルス科の恐竜であったと見なした。他の水棲脊椎動物との間には複数の収斂が確認されており、それらには具体的に多数の歯を持つ細長い吻部、前上顎歯の遅発性交換パターン、吻部先端の複雑な神経血管系、細長い首と脊椎骨接合部、引っ込んだ長い鼻孔が挙げられる。研究チームは、前上顎骨歯の歯列のパターンが遅発性であることで、鰭竜類と同様に、ナトベナトルが大型の歯を保持できた可能性があると示唆した。現生の潜水性鳥類と同様に、ナトベナトルの頸椎は長く、獲物を捕獲することに役立った可能性が高い。最も特筆すべき点として、胸郭の肋骨は後側に向いており、潜水性鳥類やモササウルス科・コリストデラ類・スピノサウルス科といった生物にも知られる流線形の形態をもたらしている。ナトベナトルの厳密な水中移動様式は不明であるものの、Leeらは前肢がフリッパーのように機能して遊泳時の推進力に寄与したことを提唱している。

## 古環境
バルンゴヨト層は堆積物とそこに含まれる化石から、後期カンパニアン期に相当する後期白亜紀の地層と見なされている。当該の層は赤色岩層が特徴的であり、その大半はセメント化した明るい色の砂である。より具体的には黄色がかったものや灰褐色のものが知られ、赤みがかったものも認められる。砂質粘土岩（しばしば赤色）やシルト岩、礫岩、また大規模なレンズ状斜交葉理がユニット全体によく見られる。加えて、バルンゴヨト層の堆積物は無構造の中粒・細粒・極細粒の砂岩が優勢である。本層の全体的な地質からは、風食の働く湖を伴う沖積平野（高地の河川により運搬された堆積物からなる平地）において、堆積物が比較的砂漠気候に近い気候からステップ気候の環境下で堆積したこと、また短期間だけ存在する水域が他に実在したことが示唆される。
バルンゴヨト層からは他に数多くの脊椎動物が産出しており、アンキロサウルス科のサイカニアやタルキアおよびザラアペルタ、アルヴァレスサウルス科のフルサヌルスやオンドグルヴェルおよびパルヴィカーソル、鳥類のゴビピプスやゴビプテリクスおよびホランダ、ドロマエオサウルス科のクルとシュリ、ハルシュカラプトル亜科のフルサンペス、プロトケラトプス科のバガケラトプスとブレヴィケラトプス、パキケファロサウルス科のティロケファレ、オヴィラプトル科のコンコラプトルとネメグトマイア、竜脚類のクアシエトサウルスが知られる。